# Suellen Cristine
Suellen Cristine Dellangelica Lima (Suzano, 4 de novembro de 1989) é uma voleibolista paralímpica brasileira.
Conquistou a medalha de bronze, primeira do Brasil na modalidade, nos Jogos Paralímpicos de Verão de 2016 no Rio de Janeiro, representando seu país após derrotar a Seleção Ucraniana por 3 sets a 0.